# Домодедово
За летището вижте Домодедово (летище).
Домодедово (на руски: Домодедово) е град, разположен в Московска област, Русия.

## География
Градът се намира на 37 километра южно-югоизточно от центъра на столицата Москва. В близост до града е летище Домодедово – най-голямото московско летище.
Населението на града е 108 223 души (1 януари 2014).

## История
Близкото село Домодедово е известно от 1410 г. През 1900 г. е открита гара на железопътната линия Москва – Павелец, наименувана на селото. Около гарата възниква селище, което се разраства с развитието му като промишлен и транспортен център. То е обявено за град през 1947 г.
В южната част на града се намира Държавният фонд на кинофилми на Русия (Государственный фонд кинофильмов, съкр. Госфильмофонд ).

## Личности
В Домодедово умира поетесата Анна Ахматова (1889-1966).

## Побратимени градове
- Атина, Гърция